# Kayne Vincent
Kayne Vincent (29 oktober 1988) is een Nieuw-Zeelands voetballer die als aanvaller speelt bij Air Force Central.

## Clubcarrière
Kayne Vincent begon zijn carrière bij Cerezo Osaka in 2007. Kayne Vincent speelde voor Japanse, Nieuw-Zeelandse, Indiase, Australische, Thaise en Maleisische clubs.

## Nieuw-Zeelands voetbalelftal
Kayne Vincent maakte op 18 november 2014 zijn debuut in het Nieuw-Zeelands voetbalelftal tijdens een vriendschappelijke wedstrijd tegen Thailand.